# Бул (Минесота)
Бул (енгл. Buhl) град је у америчкој савезној држави Минесота.

## Демографија
По попису из 2010. године број становника је 1.000, што је 17 (1,7%) становника више него 2000. године.
| Група             | 2000.       | 2010.       |
| Белци             | 932 (94,8%) | 934 (93,4%) |
| Афроамериканци    | 7 (0,7%)    | 17 (1,7%)   |
| Азијати           | 2 (0,2%)    | 4 (0,4%)    |
| Хиспаноамериканци | 5 (0,5%)    | 3 (0,3%)    |
| Укупно            | 983         | 1.000       |